# George Antheil
George Antheil (8. července 1900, Trenton, New Jersey, USA – 12. února 1959, Manhattan, New York, New York) byl americký hudební skladatel. 

## Život
Narodil se v Trentonu v New Jersey. Od šesti let hrál na klavír, později studoval u Constantina von Sternberga (žáka Ference Liszta) a Ernesta Blocha. V roce 1922 odjel do Evropy, kde se spřátelil mj. s básníkem Ezrou Poundem, který o něm napsal knihu Antheil and the Treatise on Harmony. Mezi jeho nejznámější kompozice patří Ballet Mécanique (1923–1925), původně složená pro stejnojmenný film, který byl následně uveden bez ní. Rovněž je autorem řady orchestrálních a sólových klavírních skladeb a šesti oper (k první z nich, Transatlantic, si sám napsal libreto). V roce 1930 vydal pod pseudonymem Stacey Bishop román Death In the Dark a je rovněž autorem vzpomínkové knihy Bad Boy of Music (1945).